# U31 (ドイツ潜水艦・3代)
U 31（NATO識別符号：S 181）は、ドイツ連邦海軍の潜水艦。212A型潜水艦の1番艦。

## 艦歴
「U 31」は、ホヴァルツヴェルケ＝ドイツ造船キール工場で建造され1998年に起工、2002年3月20日に進水し、2005年10月19日に就役する。
「U 32」と共にペーター・シュトルック連邦国防大臣が出席の下で、艦隊司令官ヴォルフガンク・ノルティンク海軍中将に引き渡されエッカーンフェルデ海軍基地に入港し正式に就役する。
2010年5月7日に新システム試験のためにエッカーンフェルデ海軍基地から出航し地中海へ向かう。また、地中海東部域でのアクティブ・エンデバー作戦に参加する計画がたてられている。
後援都市はブランデンブルク州のヴィッテンベルゲである。
第1機動隊群第1潜水戦隊に所属し、エッカーンフェルデを母港としている。